# Mistrzostwa Europy w Biathlonie 1999
Mistrzostwa Europy w Biathlonie 1999 odbyły się w rosyjskim mieście Iżewsk. Rozegrane zostały 3 konkurencje: bieg indywidualny, bieg sprinterski i bieg sztafetowy. Wszystkie konkurencje zostały rozegrane dla mężczyzn i kobiet seniorów oraz juniorów. W sumie odbyło się 12 biegów. Sztafeta kobiet po raz pierwszy na mistrzostwach europy składała się z czterech zawodniczek, a nie jak dotychczas z trzech. Bieg pościgowy nie został włączony do programu mistrzostw. 

## Wyniki Kobiet

### Bieg indywidualny - 15 km[1]
- Data: 4.02.1999

| Medal | Zawodnik         | Narodowość |
| ----- | ---------------- | ---------- |
|       | Kathi Schwaab    | Niemcy     |
|       | Natalja Sokołowa | Rosja      |
|       | Ludmiła Łysienka | Białoruś   |

### Bieg sztafetowy - 4 x 7,5 km[2]
- Data:

| Medal | Drużyna                                                                           |
| ----- | --------------------------------------------------------------------------------- |
|       | Rosja · Swietłana Czernousowa · Natalja Sokołowa · Irina Bykowa · Irina Djaczkowa |
|       | Polska · Iwona Grzywa · Aldona Sobczyk · Iwona Daniluk · Patrycja Szymura         |
|       | Norwegia · Arna Kolveit · Åse Idland · Ann Helen Grande · Borghild Ouren          |

### Bieg sprinterski - 7,5 km[3]
- Data:

| Medal | Zawodnik          | Narodowość |
| ----- | ----------------- | ---------- |
|       | Natalja Sokołowa  | Rosja      |
|       | Ludmiła Łysienka  | Białoruś   |
|       | Oksana Chwostenko | Ukraina    |

## Wyniki Kobiet (juniorki)

### Bieg indywidualny - 12,5 km
- Data: 4.02.1999

| Medal | Zawodnik         | Narodowość |
| ----- | ---------------- | ---------- |
|       | Magdalena Grzywa | Polska     |
|       | Irina Fomina     | Rosja      |
|       | Anna Bogaliy     | Rosja      |

### Bieg sztafetowy - 3 x 7,5 km
- Data:

| Medal | Drużyna                                                    |
| ----- | ---------------------------------------------------------- |
|       | Polska · Magdalena Grzywa Magdalena Gwizdoń Adrianna Babik |
|       |                                                            |
|       |                                                            |

### Bieg sprinterski - 7,5 km
- Data:

| Medal | Zawodnik          | Narodowość |
| ----- | ----------------- | ---------- |
|       | Magdalena Grzywa  | Polska     |
|       | Adrianna Babik    | Polska     |
|       | Magdalena Gwizdoń | Polska     |

## Wyniki Mężczyzn

### Bieg indywidualny - 20 km[4]
- Data: 03.02.1999

| Medal | Zawodnik           | Narodowość |
| ----- | ------------------ | ---------- |
|       | Siergiej Konowałow | Rosja      |
|       | Ulf Karkoschka     | Niemcy     |
|       | Terje Aune         | Norwegia   |

### Bieg sztafetowy - 4 x 7,5 km[5]
- Data:

| Medal | Drużyna                                                                              |
| ----- | ------------------------------------------------------------------------------------ |
|       | Niemcy · Ulf Karkoschka · Michael Greis · Stefan Hodde · Alexander Wolf              |
|       | Rosja · Aleksiej Kobielew · Siergiej Konowałow · Eduard Riabow · Pawieł Muslimow     |
|       | Białoruś · Alaksandr Syman · Siarhiej Nowikau · Rustam Waliullin · Alaksiej Morżakin |

### Bieg sprinterski - 10 km[6]
- Data:

| Medal | Zawodnik         | Narodowość |
| ----- | ---------------- | ---------- |
|       | Alexander Wolf   | Niemcy     |
|       | Roman Dostál     | Czechy     |
|       | Rustam Waliullin | Białoruś   |

## Wyniki Mężczyzn (juniorzy)

### Bieg indywidualny - 15 km
- Data: 03.02.1999

| Medal | Zawodnik       | Narodowość |
| ----- | -------------- | ---------- |
|       | Viktor Gain    | Rosja      |
|       | Maxim Maksimov | Rosja      |
|       | Jiři Faltus    | Czechy     |

### Bieg sztafetowy - 4 x 7,5 km
- Data:

| Medal | Drużyna                                                                       |
| ----- | ----------------------------------------------------------------------------- |
|       |                                                                               |
|       | Polska · Michał Piecha · Bartłomiej Golec · Ryszard Szary · Askaniusz Kocemba |
|       |                                                                               |

### Bieg sprinterski - 10 km
- Data:

| Medal | Zawodnik         | Narodowość |
| ----- | ---------------- | ---------- |
|       |                  |            |
|       | Bartłomiej Golec | Polska     |
|       |                  |            |

## Tabela medalowa
| Miejsce | Państwo |  |  |  | Razem |
| ------- | ------- |  |  |  | ----- |
| 1.      |         |  |  |  |       |
| 2.      |         |  |  |  |       |
| 3.      |         |  |  |  |       |
| 4.      |         |  |  |  |       |
| 5.      |         |  |  |  |       |
| 6.      |         |  |  |  |       |
| 7.      |         |  |  |  |       |
| 8.      |         |  |  |  |       |
| 9.      |         |  |  |  |       |
| 10.     |         |  |  |  |       |